# Mikroregion Tolštejn

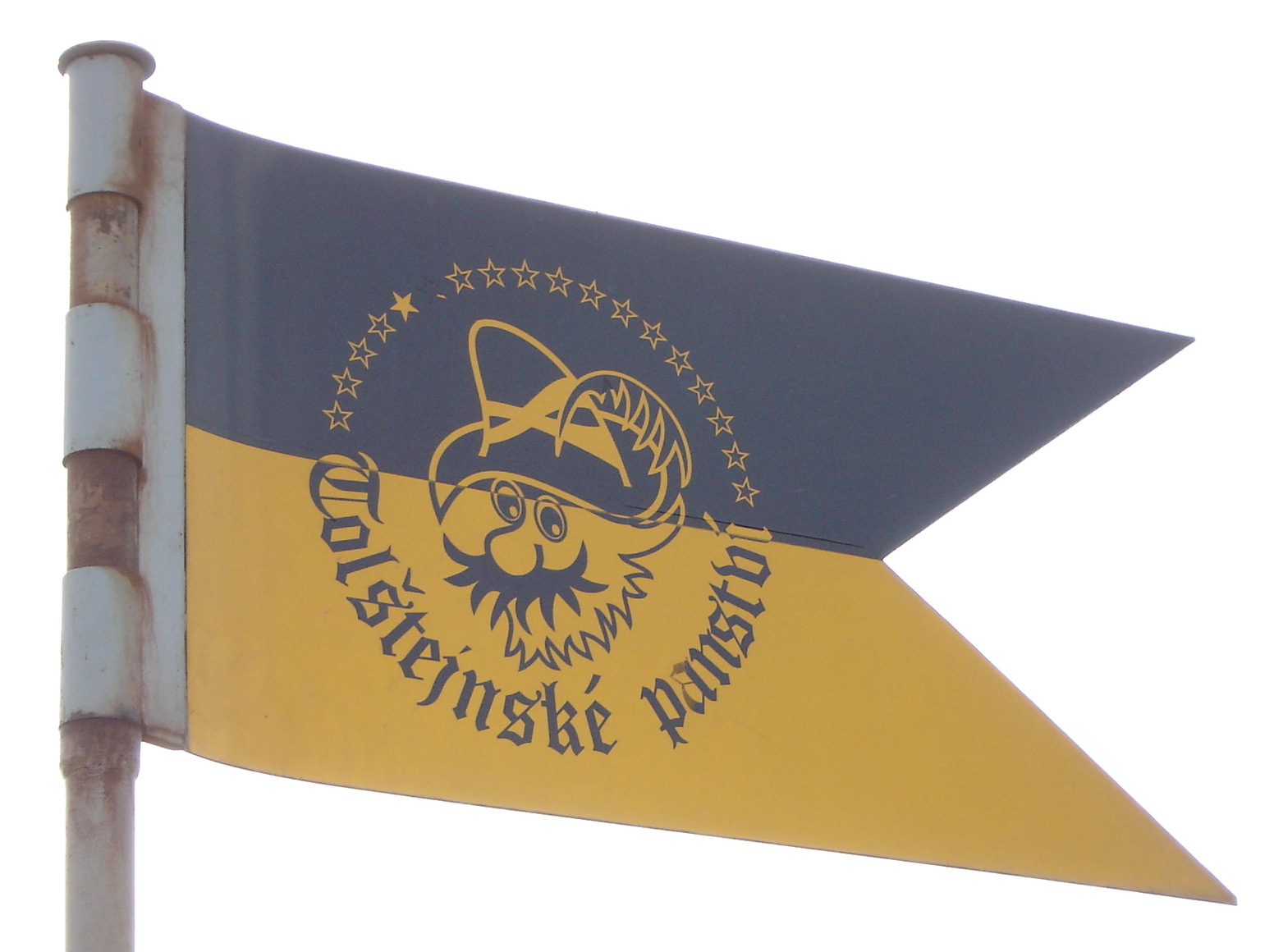
Vlajka umístěná na hradě Tolštejn

Dobrovolný svazek obcí Tolštejn (známý též jako Tolštejnské panství) je označení mikroregionu v okolí hradu Tolštejn, jehož cílem je turisticky zviditelnit Šluknovský výběžek.
Svazek obcí byl vyhlášen za přítomnosti většiny starostů Šluknovského výběžku dne 2. června 2001 na nádvoří hradu Tolštejn. Skutečné Tolštejnské panství existovalo v 15. století za časů pánů Berků z Dubé. Sídlem mikroregionu je Jiřetín pod Jedlovou.

## Vandrování po Tolštejnském panství
V Tolštejnském panství každoročně probíhá hra Vandrování po Tolštejnském panství a Tolštejnské slavnosti. Patronem hry je dobrotivý loupežník Vilda, o kterém toho není moc známo. Žil prý v období zlatého věku konce rakousko-uherské monarchie a znal místo tajemného pokladu na Tolštejně – truhly plné krejcarů a grošů. Naposledy byl spatřen 2. června 1901. Ke hře je zapotřebí Vandrovní pas, který lze zakoupit na vybraných místech, tzn. Mýtech. Organizátorem hry jsou Agentura rozvoje Tolštejnské panství o.p.s. a Actice Relations s.r.o.

## Obce svazku
- Jiřetín pod Jedlovou
- Horní Podluží
- Dolní Podluží
- Chřibská
- Rybniště
- Doubice
- Varnsdorf

## Pozoruhodnosti Tolštejnského panství

### Příroda
- Národní park České Švýcarsko
- CHKO Labské pískovce
- CHKO Lužické hory

### Rozhledny
- Jedlová, 776 m
- Tanečnice, 599 m
- Vlčí hora, 591 m
- Dymník, 517 m

### Přírodní zajímavosti
- Kyjovské údolí
- Přírodní rezervace Marschnerova louka
- Prameny říček Křinice a Mandavy
- Velký rybník – přírodní rezervace
- Pískovcové útvary v celém kraji
- Javorová brána ve Šluknově
- Geologická mapa v Zahradách
- Přírodní rezervace Vápenka s výskytem jurského vápence
- Přírodní rezervace Světlík s bývalým větrným mlýnem

### Kulturní památky
- Zřícenina středověkého hradu Tolštejn
- Křížové cesty v Jiřetíně pod Jedlovou, Lobendavě, Brtníkách a v Rumburku
- Ojedinělá lidová architektura typická pouze pro tento kraj – podstávkový dům
- Barokní sousoší v Dolní Poustevně
- Loretánská kaple v Rumburku z roku 1707
- Poutní bazilika Panny Marie Pomocné ve Filipově
- Barokní kostel ve Starých Křečanech s unikátní klenbou
- Štola svatého Jana Evangelisty v Jiřetíně pod Jedlovou

### Poutní místa
- Jiřetín pod Jedlovou
- Lobendava
- Jiříkov

### Naučné stezky
- Hornická naučná stezka Údolí Milířky v Dolním Podluží
- Přírodovědná stezka v Rybništi
- Lesnická přírodovědná stezka v Rožanech
- Köglerova naučná stezka

### Muzea
- Městská muzea ve Varnsdorfu a v Rumburku
- Regionální muzeum v Jiřetíně pod Jedlovou o hornictví a Tolštejnu
- Regionální muzeum Tadeáše Haenkeho v Chřibské
- Regionální muzeum v Krásné Lípě